# Vassili Katchalov
Pour les articles homonymes, voir Katchalov.
Vassili Ivanovitch Katchalov (en russe : Василий Иванович Качалов), né le 11 février 1875 à Wilna, dans l'Empire russe, et mort le 30 septembre 1948  à Moscou, en URSS, est un acteur russe, puis soviétique, de théâtre et de cinéma. Il sera parmi les treize premières personnes du domaine de la culture à se voir attribuer le titre d'Artiste du peuple de l'URSS en 1936.

## Biographie
Fils d'un prêtre orthodoxe, Ivan Chveroubovitch, Vassili naît à Wilna, dans le gouvernorat de Vilnius, dans l'Empire russe, dans une famille noble polono-biélorusse,.
Il étudie au 1er Gymnase de Wilna en même temps que Felix Dzerjinski. Il acquiert déjà à cette période une réputation de récitant et d'imitateur, participant à des spectacles amateurs.
En 1893, il entre à la faculté de droit de l'Université de Saint-Pétersbourg, où il joue dans le groupe de théâtre étudiant sous la direction de Vladimir Davydov. En 1896, pendant ses vacances d'étudiant, il joue avec Vera Komissarjevskaïa dans une adaptation basée sur la pièce d'Hermann Sudermann Le combat des papillons.  
En 1896, il devient acteur au Théâtre de Saint-Pétersbourg de la Société littéraire et artistique, dont le véritable propriétaire est Alexeï Souvorine, propriétaire et rédacteur en chef du journal Novoye Vremya. C'est à cette période qu'il choisit son nom de scène.
En été 1897, il participe à la tournée de Vassili Dalmatov, interprétant des rôles majeurs, par exemple Boris Godounov dans La Mort d'Ivan le Terrible d'après Alexeï Tolstoï. En 1897-1900, il se produit à Kazan et Saratov avec l'Association des acteurs de Kazan-Saratov sous la direction de Mikhaïl Borodaï.
En 1900, il est accepté dans la troupe du Théâtre d'art de Moscou, où il fait ses débuts dans le rôle de Berendey dans Snegourotchka d'Alexandre Ostrovski. Pärmi ses rôles, il y a Trigorine et de Vershinine dans les pièces La Mouette et Les Trois Sœurs de Tchekhov, le baron dans Les Bas-fonds de Gorki, Ivan Karamazov et Nikolaï Stavroguine dans les adaptations des romans de Dostoïevski. En quelques années, il devient l'un des acteurs principaux du théâtre. 
Katchalov fut l'un des élèves les plus célèbres de Stanislavski et, au théâtre d'art de Moscou, il interpréta Hamlet dans la célèbre production symboliste de 1911.
En 1919-1922, après la révolution d'Octobre, il effectue une tournée avec un groupe d'artistes dans le sud de la Russie, puis en Bulgarie, en Yougoslavie, en Autriche, en République tchèque, en Allemagne, au Danemark et en Suède.
En 1922-1924, il se produit en Europe et en Amérique avec la troupe du Théâtre d'art de Moscou, dirigée par Stanislavski. À partir de 1924, il travaille à Moscou. Il a joué 55 rôles au total.
Une place importante dans l’œuvre de Katchalov est occupée par son travail à la radio, ses enregistrements de poésie (Sergueï Essénine, Edouard Bagritski et autres) et de prose pour disques de gramophone. 
Décédé le 30 septembre 1948 d'un cancer du poumon à Moscou, Vassili Katchalov est enterré au cimetière de Novodievitchi.

## Théâtre
- 1911 : Hamlet, Théâtre d'art de Moscou. Mise en scène : Edward Gordon Craig et Constantin Stanislavski. Avec Vassili Katchalov et Olga Gzovskaïa

## Filmographie
- 1928 : L'Aigle blanc de Iakov Protazanov : gouverneur
- 1931 : Le Chemin de la vie (Путёвка в жизнь) de Nikolai Ekk : narrateur
- 1942 : Georges Saakadzé de Mikhaïl Tchiaoureli : prince Baratachvili (voix)
- 1945 : La Dépêche disparue (Пропавшая грамота, Propavchaïa gramota) de Valentina et Zinaïda Brumberg : narrateur
- 1949 : Maîtres de spectacle (Mastera stseny) (documentaire)

## Récompenses
- Artiste du peuple de l'URSS (1936)
- Ordre de Lénine (1937, 1945)
- Ordre du Drapeau rouge du Travail (1935)
- Prix d'État de l'URSS  de 1re classe (1943), pour les réalisations exceptionnelles dans le domaine de l'art théâtral et dramatique
- Médaille Pour le travail vaillant dans la Grande Guerre patriotique 1941–1945 (1945)

## Illustrations

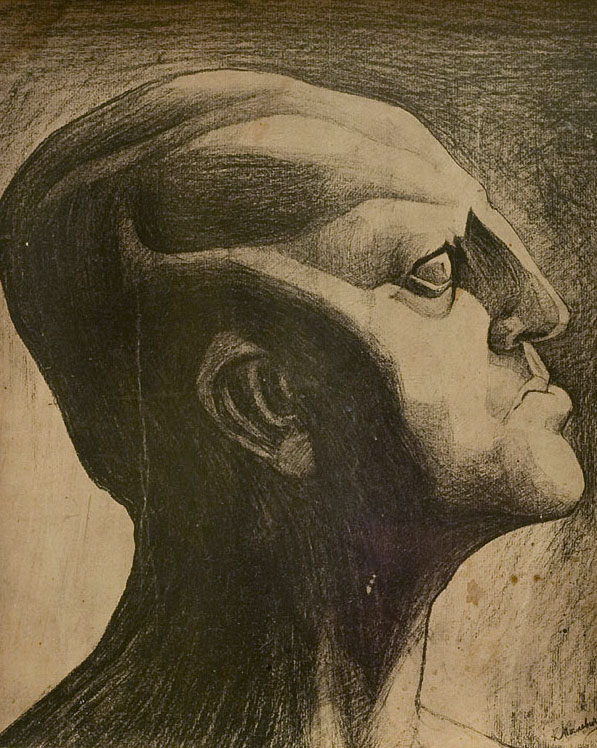
Par Kasimir Malevitch en 1908
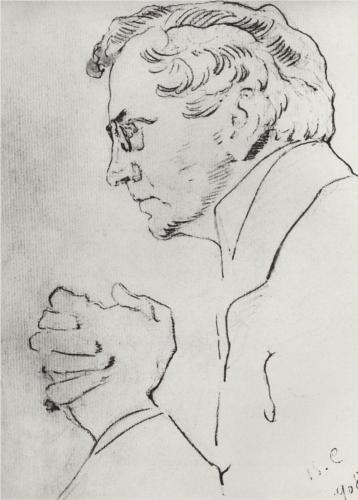
Par Valentin Serov en 1908.
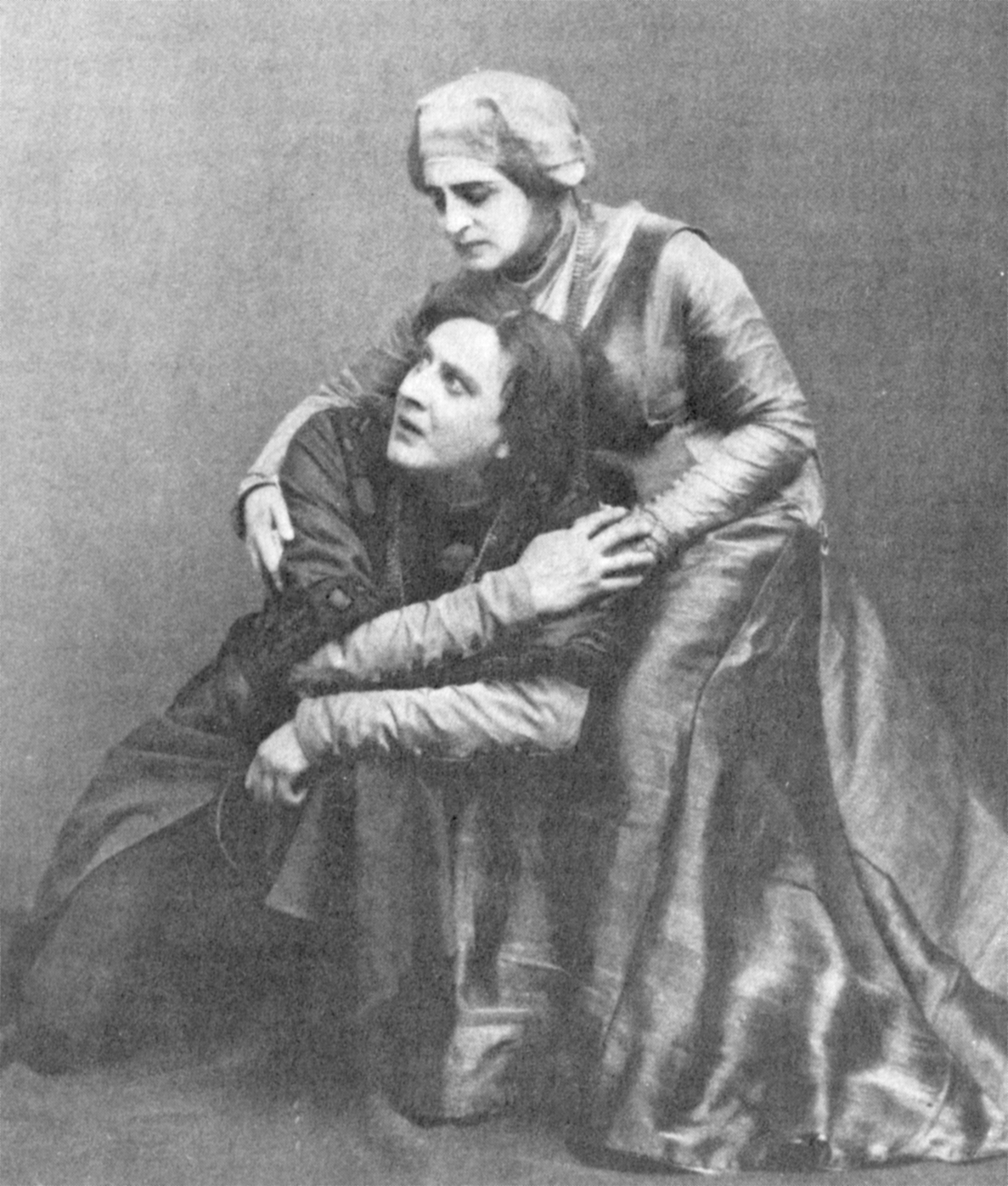
Avec Olga Knipper (femme d'Anton Tchekhov) en 1911 dans Hamlet. Mise en scène de Edward Gordon Craig et Constantin Stanislavski
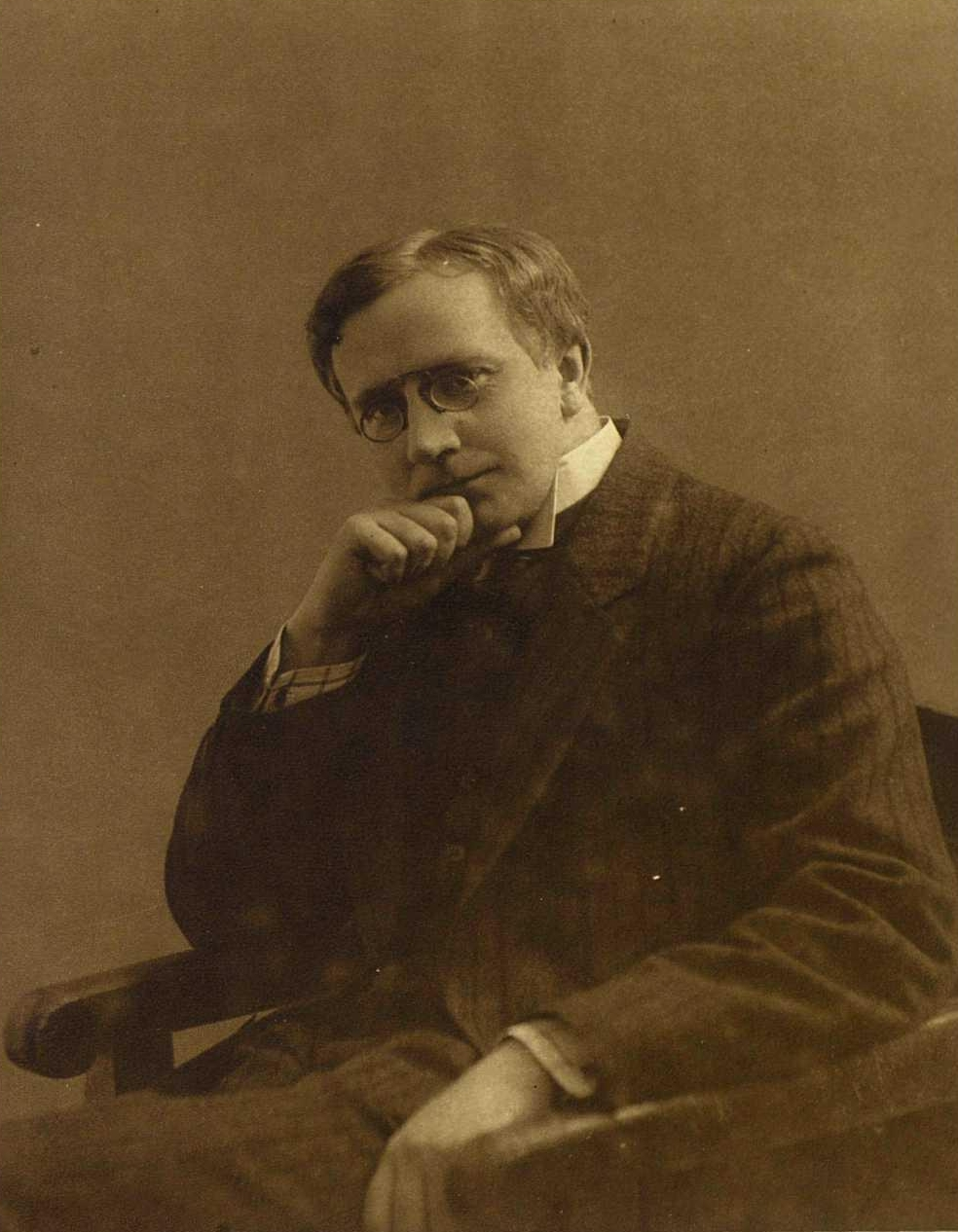
En 1912
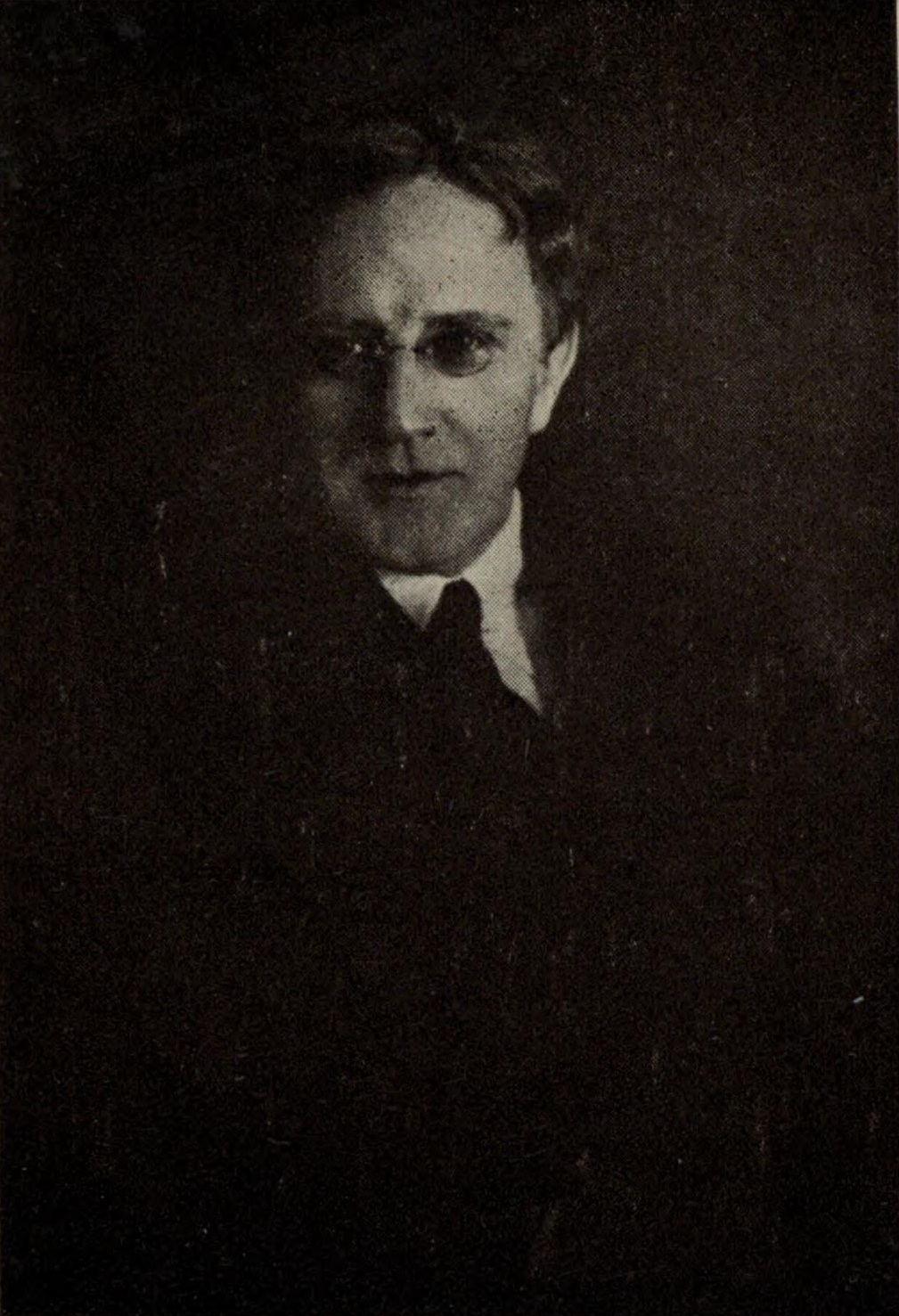
En 1922
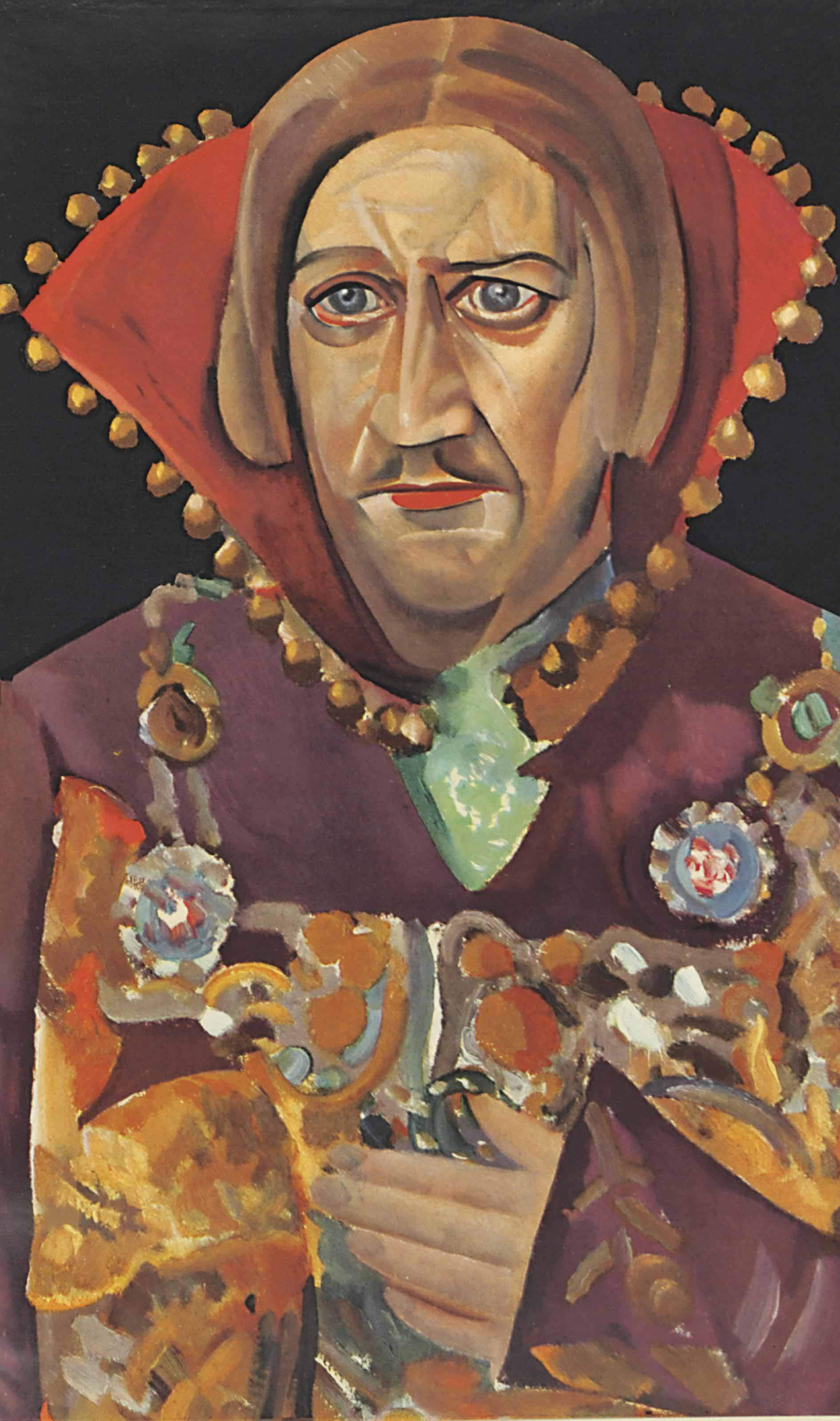
Par Boris Grigoriev en 1923
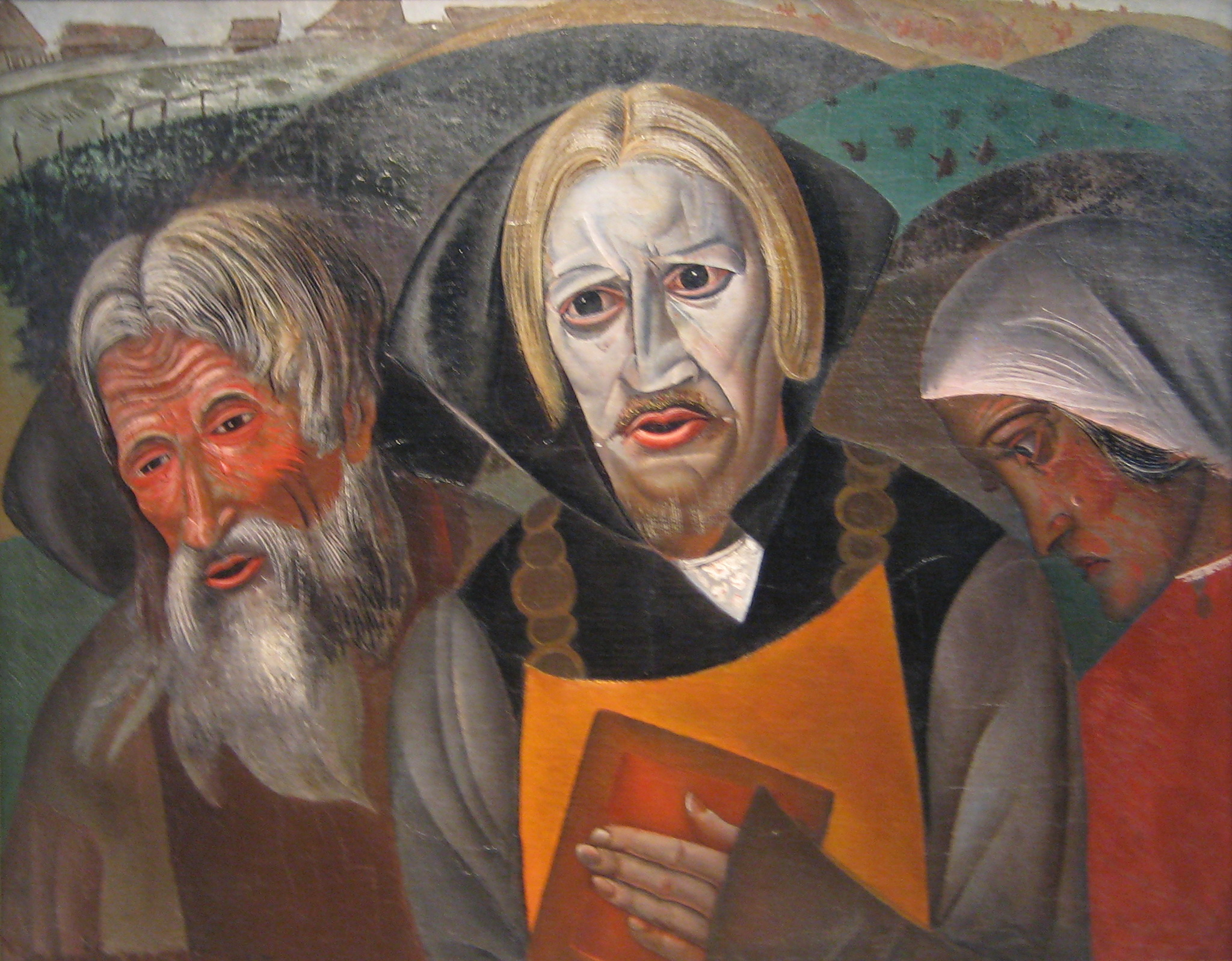
Par Boris Grigoriev en 1923

## Hommages
La rue Malaïa Nikitskaïa à Moscou a porté son nom de 1948 à 1993.